# Бортнянский, Дмитрий Степанович
Дми́трий Степа́нович Бортня́нский (28 октября 1751, Глухов, Киевская губерния — 10 октября 1825, Санкт-Петербург) — российский композитор, дирижёр и певец украинского происхождения. Воспитанник, позднее директор Придворной певческой капеллы в Петербурге. Действительный статский советник. Наряду с М. С. Березовским считается создателем классического типа русского хорового концерта. Сочинял также светскую музыку — оперы, клавирные сонаты, камерные ансамбли.

## Биография
По словам польского приходского священника Мирослава Цидыво, отец Бортнянского носил имя Штефан Шкурат, происходил из села Бортне (вар. Бартне) и был лемком, однако стремился попасть в гетманскую столицу[уточнить], где и принял более «благородную» фамилию Бортнянский (образованную от названия родной деревни).
Бортнянский в раннем детстве учился в глуховской певческой школе, но уже в семилетнем возрасте был принят в Придворную певческую капеллу в Санкт-Петербурге. Наряду с церковным пением исполнял также и сольные партии в «эрмитажах» — итальянских концертных спектаклях, причём сначала (в 11-12-летнем возрасте, по существовавшей тогда традиции) — женские партии, позже — мужские.
Благодаря рекомендации Бальдассаре Галуппи семнадцатилетнему Бортнянскому как особо одарённому музыканту, назначают художественную стипендию — «пансион» для учёбы в Италии. Он избирает местом постоянного жительства Венецию, которая ещё с XVII века славилась своим оперным театром. Именно здесь был открыт первый публичный оперный театр в мире, в котором представления могли посещать все желающие, а не только вельможи. В Венеции жил и его бывший петербургский учитель итальянский композитор Галуппи, которого Дмитрий Бортнянский почитал ещё со времён учёбы в Санкт-Петербурге. Галуппи помог молодому музыканту стать профессионалом, для углубления знаний Бортнянский выезжал на учёбу и в другие большие культурные центры — Болонью (к падре Мартини), Рим и Неаполь.
В Италии он написал три оперы на мифологические сюжеты — «Креонт», «Алкид», «Квинт Фабий», а также сонаты, кантаты, церковные произведения.
После возвращения в Россию Бортнянский был назначен учителем и директором Придворной певческой капеллы в Санкт-Петербурге. На этом посту проявил себя как энергичный администратор. Добившись в 1816 году императорской привилегии осуществлять цензуру на издание и исполнение русской духовной музыки, Бортнянский занялся редактированием лучших образцов русского церковного многоголосия. Первым делом он издал во второй половине 1810-х годов в своей редакции сочинения Галуппи, Дж. Сарти, Березовского, а также собственные хоровые концерты.
В конце жизни Бортнянский продолжал писать романсы, песни, кантаты. Он написал гимн «Певец во стане русских воинов» на слова Жуковского, посвящённый событиям войны 1812 года. В последние годы жизни работал над подготовкой к изданию полного собрания своих сочинений, в которое он вложил почти все свои средства, но так и не увидел его.
Скончался 28 сентября 1825 года в Санкт-Петербурге под звуки своего концерта «Вскую прискорбна еси душе моя», исполненного по его желанию капеллой в его квартире. Был похоронен на Смоленском православном кладбище; в 1939 году прах был перенесён в Александро-Невскую лавру на Тихвинское кладбище — Некрополь мастеров искусств. На гранитном памятнике на Смоленском православном кладбище была установлена медная доска, а на Тихвинском вместо неё выгравирована надпись в современной орфографии: «Композитор Дм. Бортнянский».

## Музыкальное наследие

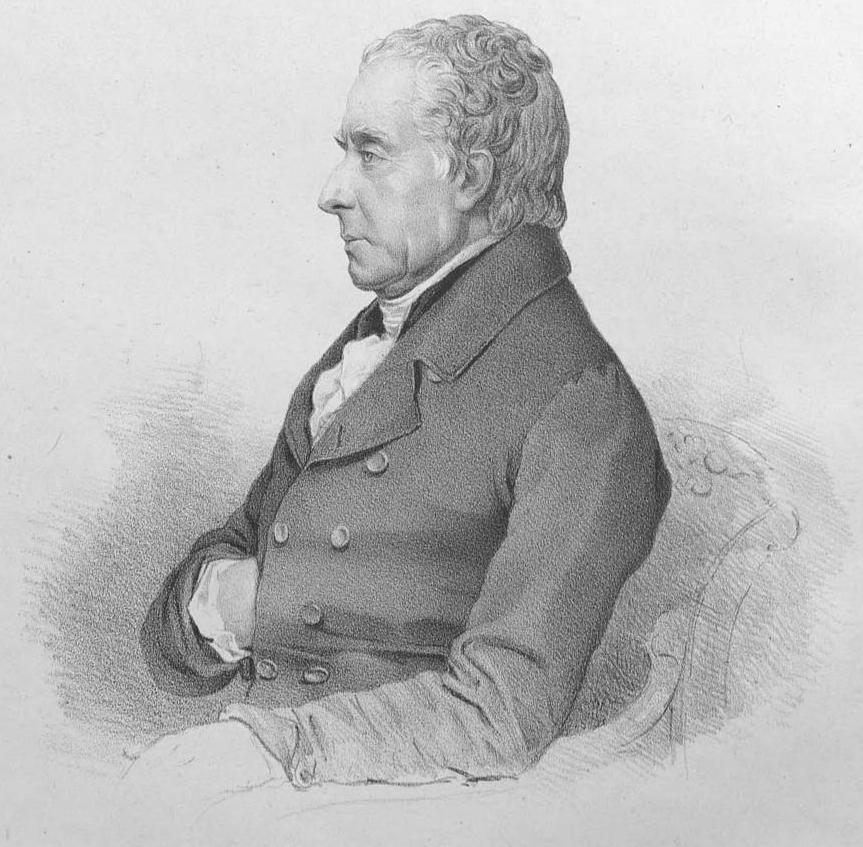
П. Ф. Соколов. Д. С. Бортнянский. 1841.
Литография из альбома «Портретная и биографическая галерея словесности, наук, художеств и искусств в России»
Российская государственная библиотека, Москва

После смерти композитора его вдова Анна Ивановна передала на хранение в Капеллу оставшееся наследие — гравированные нотные доски духовных концертов и рукописи светских сочинений: «опер итальянских — 5, арий и дуэтов российских, французских и итальянских — 30, хоров российских и итальянских — 16, увертюр, концертов, сонат, маршей и разных сочинений для духовой музыки, фортепиано, арфы и прочих инструментов — 61». Точные названия его произведений указаны не были.
Инструментальная музыка Бортнянского имела огромный успех в Италии, где в театрах Болоньи, Венеции, Рима и Неаполя ставились его оперы «Алкид», «Креонт», «Квинт Фабий». В них он, идя по стопам своих учителей Галуппи, Сарти и других опирался на традиции украинской духовной музыки, унаследованной ещё в глуховской школе. Правда при царском дворе в Санкт-Петербурге среди композиторов, которые начали работать позже, его инструментальная музыка не была популярна и исполнялась лишь в узком кругу придворных любителей музыки. Своим творчеством Бортнянский утвердил традиции украинского хорового мастерства в репертуаре Петербургской хоровой придворной капеллы, которая в основном состояла из носителей украинских музыкальных традиций, которым они были обучены ещё в глуховской школе. В то же время Бортнянский заложил основу традиции многоголосного хора в России. Он создал в капелле хор, который владел безупречными техническими и тембровыми качествами, высокой вокальной культурой.
Хоровые произведения Бортнянского исполнялись и многократно переиздавались после его смерти. Светские сочинения — оперные и инструментальные — были забыты вскоре после его кончины. О них вспомнили в 1901 году во время торжеств по случаю 150-летия со дня рождения Бортнянского. Тогда в Капелле были обнаружены рукописи ранних сочинений композитора и устроена их выставка. В числе рукописей были оперы «Алкид» и «Квинт Фабий», «Сокол» и «Сын-соперник», сборник клавирных произведений, посвящённый Марии Фёдоровне. Этим находкам была посвящена статья известного историка музыки Н. Ф. Финдейзена «Юношеские произведения Бортнянского», которая завершалась следующими строками:
Талант Бортнянского с лёгкостью владел и стилем церковного пения, и стилем современной ему оперы и камерной музыки. Светские произведения Бортнянского … остаются неизвестными не только публике, но даже музыкальным исследователям. Большинство произведений композитора находятся в автографных рукописях в библиотеке Придворной певческой капеллы, за исключением квинтета и симфонии (хранятся в Публичной библиотеке).
Автор призывал придворную певческую капеллу опубликовать имеющиеся в её распоряжении материалы, но безрезультатно.
О светских сочинениях Бортнянского вновь заговорили спустя ещё полвека. Многое к этому времени оказалось утраченным. Архив Капеллы после 1917 года был расформирован, а его материалы по частям переданы в разные хранилища. Некоторые произведения Бортнянского были найдены, но большая их часть бесследно исчезла, в том числе и сборник, посвящённый великой княгине.
Духовный гимн «Коль славен наш Господь в Сионе» написан композитором на слова поэта М. М. Хераскова в конце XVIII века. Некоторое время, начиная с эпохи правления Павла I, считался неофициальным национальным (государственным) Гимном Российского государства. На данную мелодию Бортнянского существует и немецкая песня со стихами Герхарда Терстигена: «Ich bete an die Macht der Liebe» — песня, традиционно исполняемая в германской армии во время богослужения.
Бортнянский известен также как автор музыки к известному христианскому гимну святителя Амвросия Медиоланского «Тебе Бога хвалим», поющемуся в православных храмах Русской православной церкви как заключение благодарственных молебнов.

## Память

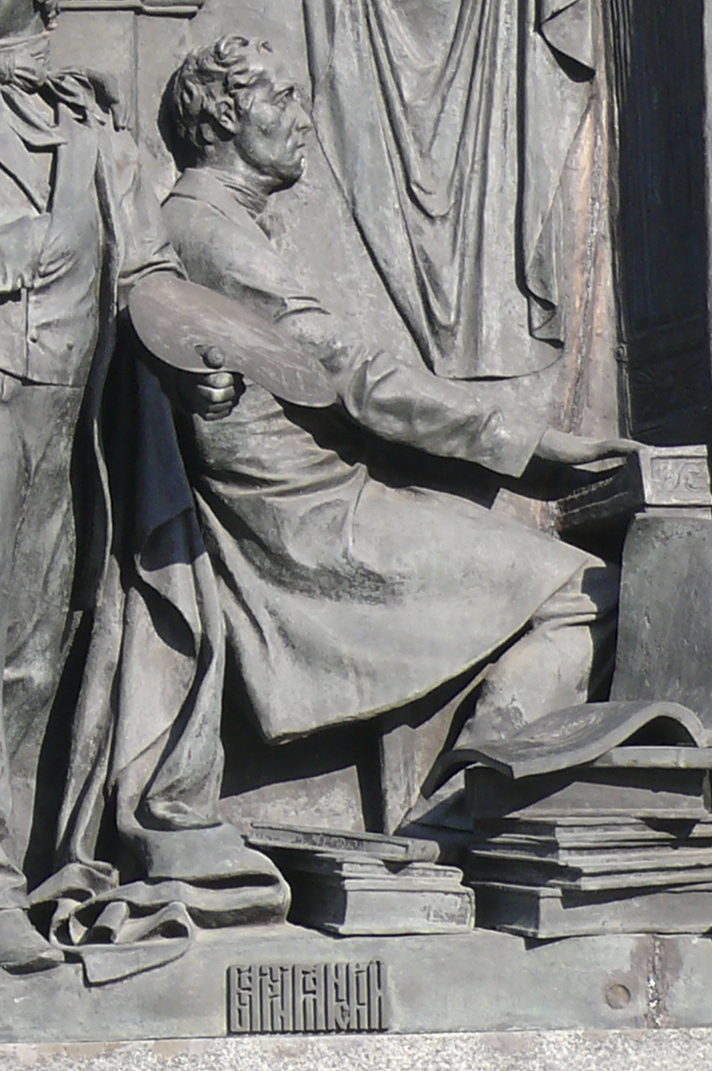
Д. С. Бортнянский на Памятнике «1000-летие России» в Великом Новгороде (1862)

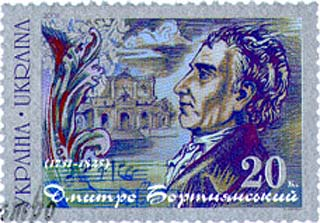
На почтовой марке Украины 2001 года.

В честь него названо Сумское высшее училище искусств и культуры имени Д. С. Бортнянского.
Имя Бортнянского — центральное из семи имён, нанесённых в 1889 году на аттик концертного зала Придворной певческой капеллы (Разумовский, Ломакин, Львов, Бортнянский, Глинка, Турчанинов, Потулов).

## Сочинения
Оперы (итальянский период)
- «Креонт» (1776, Венеция, театр «Сан-Бенедетто»)
- «Алкид» (1778, Венеция)
- «Квинт Фабий» (1779, Модена, Герцогский театр)

Оперы (русский период)
- «Празднество сеньора» (1786, Павловск)
- «Сокол» (1786, Гатчина)
- «Сын-соперник, или Новая Стратоника» (1787, Павловск)

Симфонические произведения
- Концертная симфония си-бемоль мажор (1790)

## Издания музыки Бортнянского
- Светские произведения. Редактор-составитель А. В. Чувашов. СПб.: Планета музыки, 2018. 104 c.
- Мотеты. Публикация, исследования и комментарии А. В. Чувашова. СПб.: Планета музыки, 2023. 248 с.